# ブラルキ
ブラルキ(モンゴル語: Buralγi,? - ?)とは、モンゴル帝国に仕えた将軍の一人。『元史』における漢字表記は孛蘭奚(bólánxī)。

## 概要
ブラルキはコンギラト部の出身で、応昌に住まう一族の出であった。ブラルキの祖父モンケは(忙哥)はチンギス・カンのケシクテイ(親衛隊)に所属していた人物で、父の律実は第2代皇帝オゴデイに仕えて千人隊長、斉王府司馬に任ぜられていた。律実は第二次対金戦争においてトゥルイ率いる右翼軍に属し功績を挙げたが、早くに病で亡くなってしまった。
ブラルキは幼い頃から日中は弓馬を、夜は読書をして研鑽を積み、父の地位を継いで斉王府司馬となった。ナヤン・カダアンの乱では馬を疾駆させて敵陣に切り込み、敵軍の旗を切り倒し、遠くからその奮戦を眺めていたクビライより賞賛されたという。ナヤンの兵が敗走した後、報告に戻ったブラルキをクビライは大いに称え、宣威将軍・信州路ダルガチの職を授けた。ブラルキはモンゴルに降ったばかりの信州路をよく治めたが、病のため33歳の若さで急逝してしまった。息子には脱穎溥化がおり、監察御史・河南廉訪副使・郴州路ダルガチを歴任した。